# Gustave Cariot
 (mars 2022).
Pour les articles homonymes, voir Cariot.
Gustave Camille Gaston Cariot né à Paris le 28 juin 1872 et mort dans la même ville le 8 mars 1950 est un peintre français de la mouvance pointilliste.

## Biographie
Gustave Cariot peint des paysages de Bretagne et de Rhénanie et de nombreuses scènes campagnardes dans un style pointilliste. Il expose à partir de 1903 au Salon des indépendants.
Attentif aux variations lumineuses et colorées des changements de saisons, Cariot peint des séries de vues urbaines parisiennes (toitures, Pont Neuf…) et réalise une série de paysages champêtres intitulée « Le Poème des saisons », où chaque tableau représente un mois différent.

Œuvres de Gustave Cariot
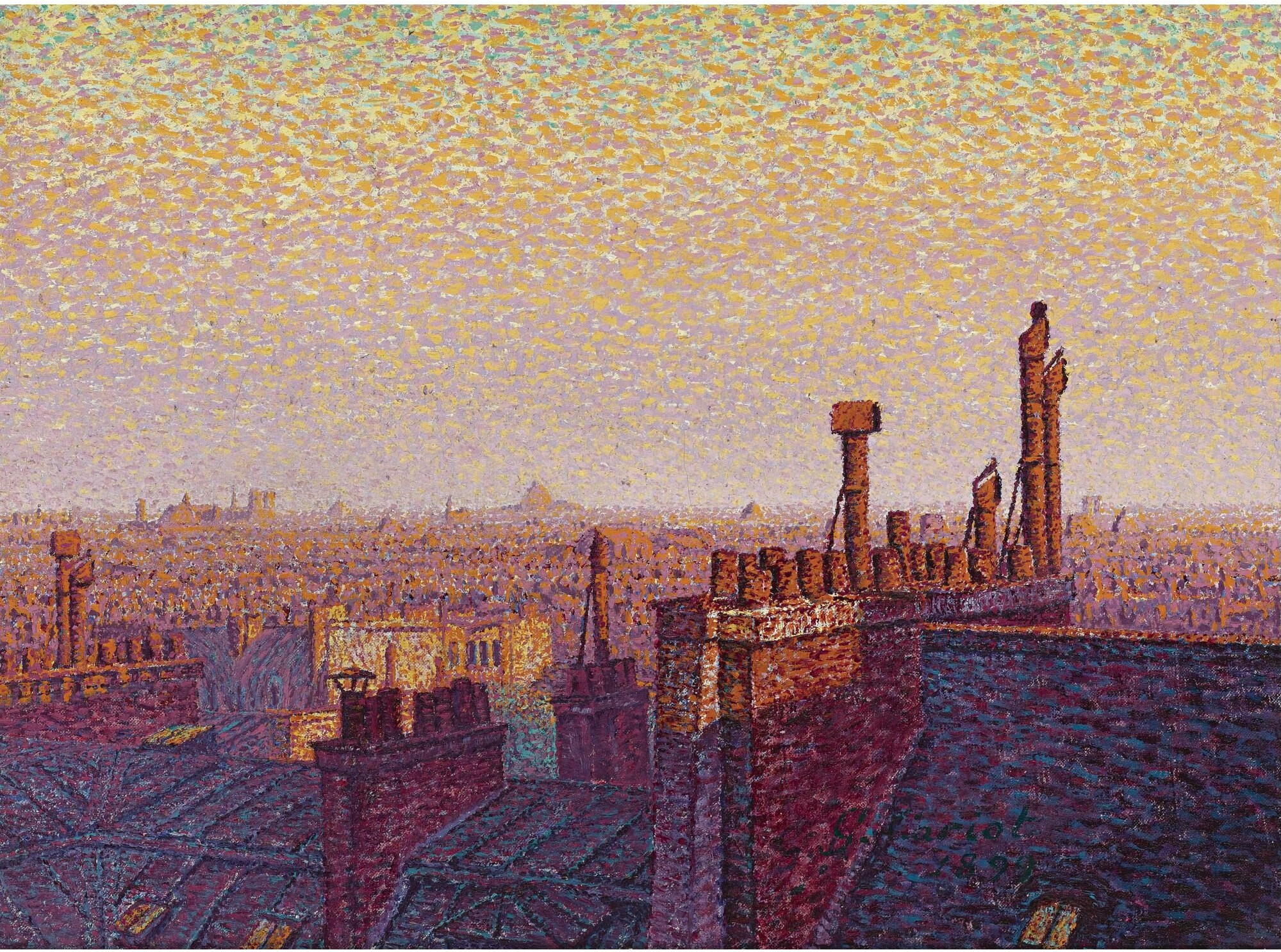
Les Toits de Paris, au coucher de soleil (1899), localisation inconnue.
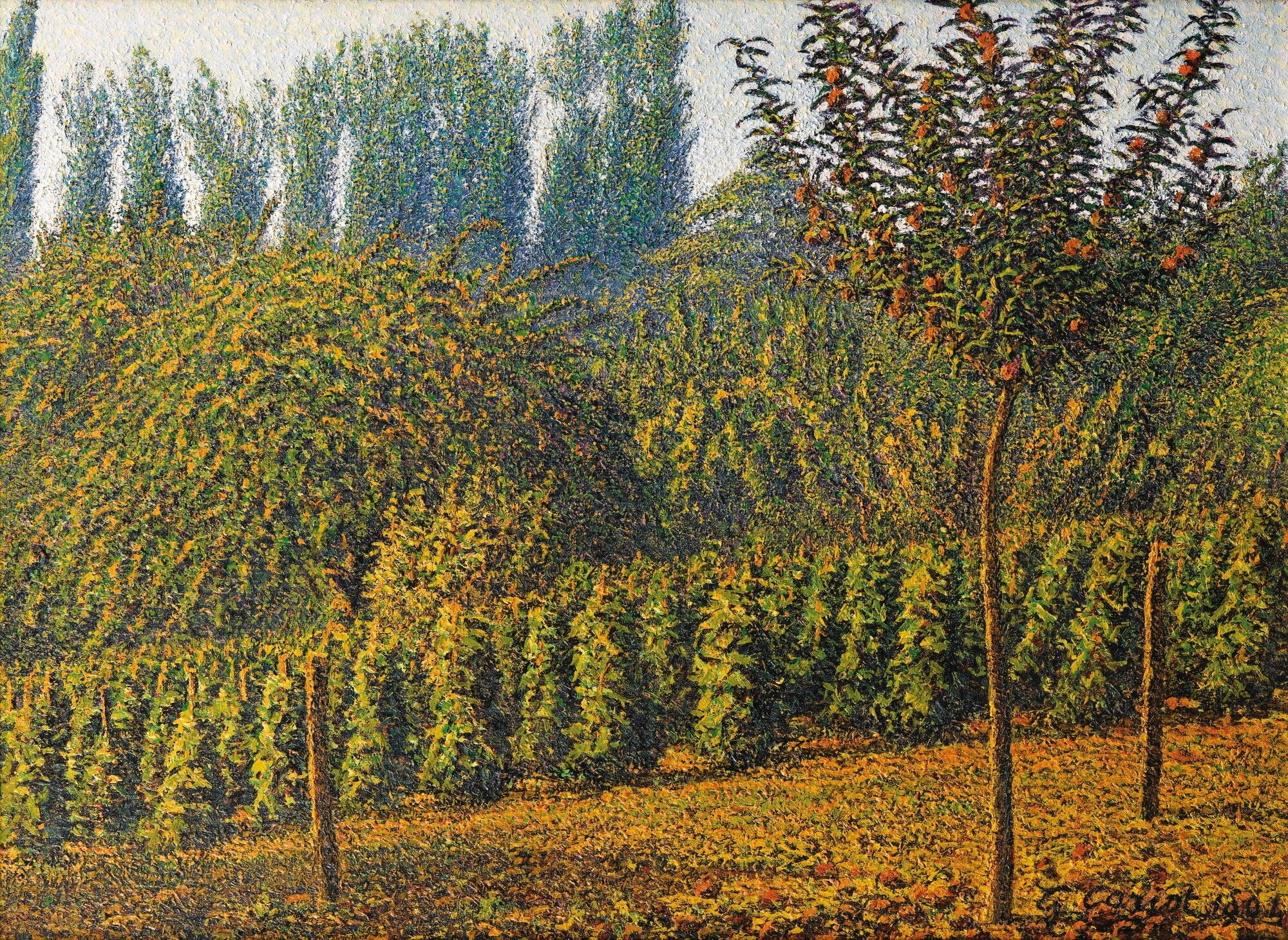
Le Poème des saisons, Fructidor (1901), localisation inconnue.
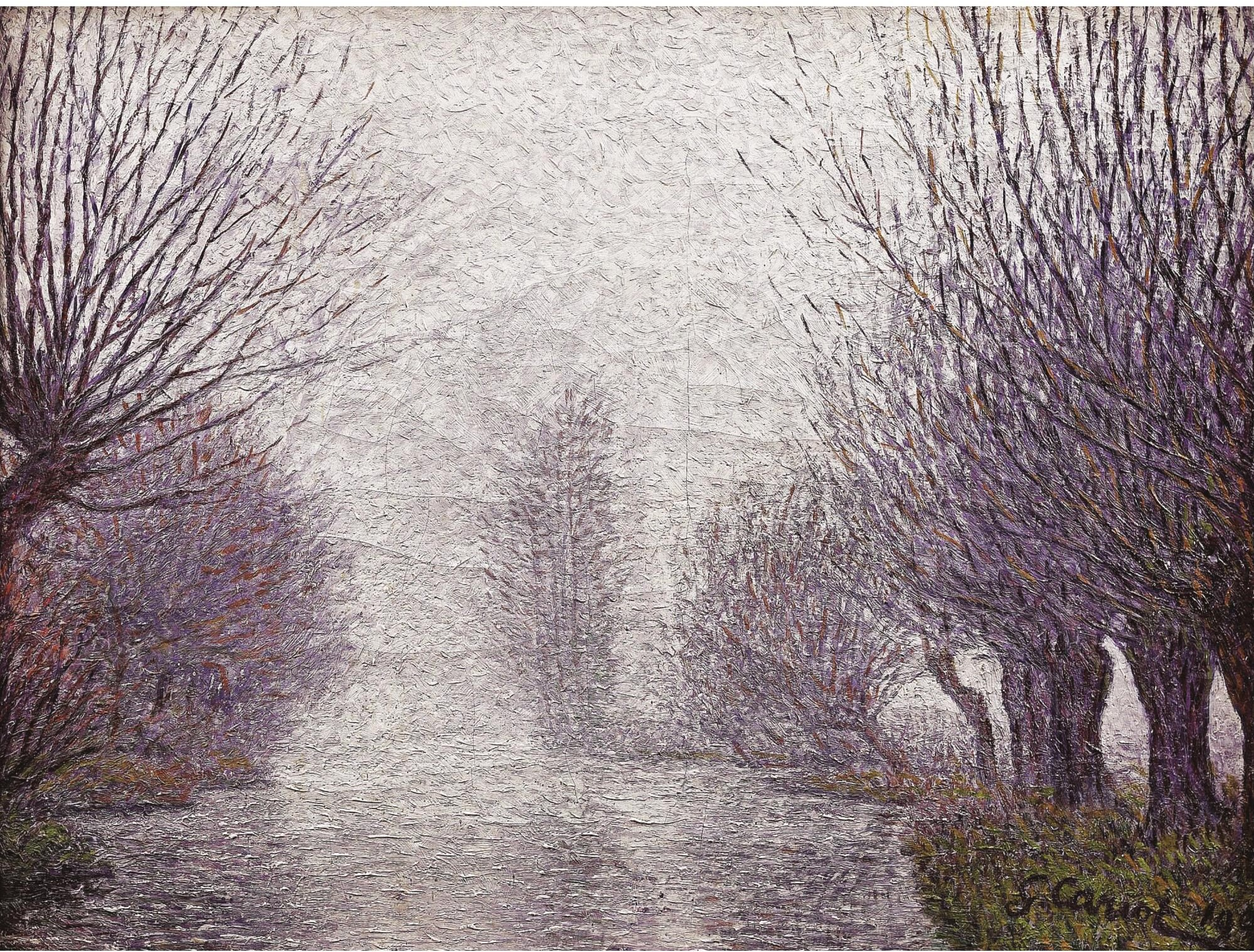
Les Saules mauves au bief du moulin (1902), localisation inconnue.
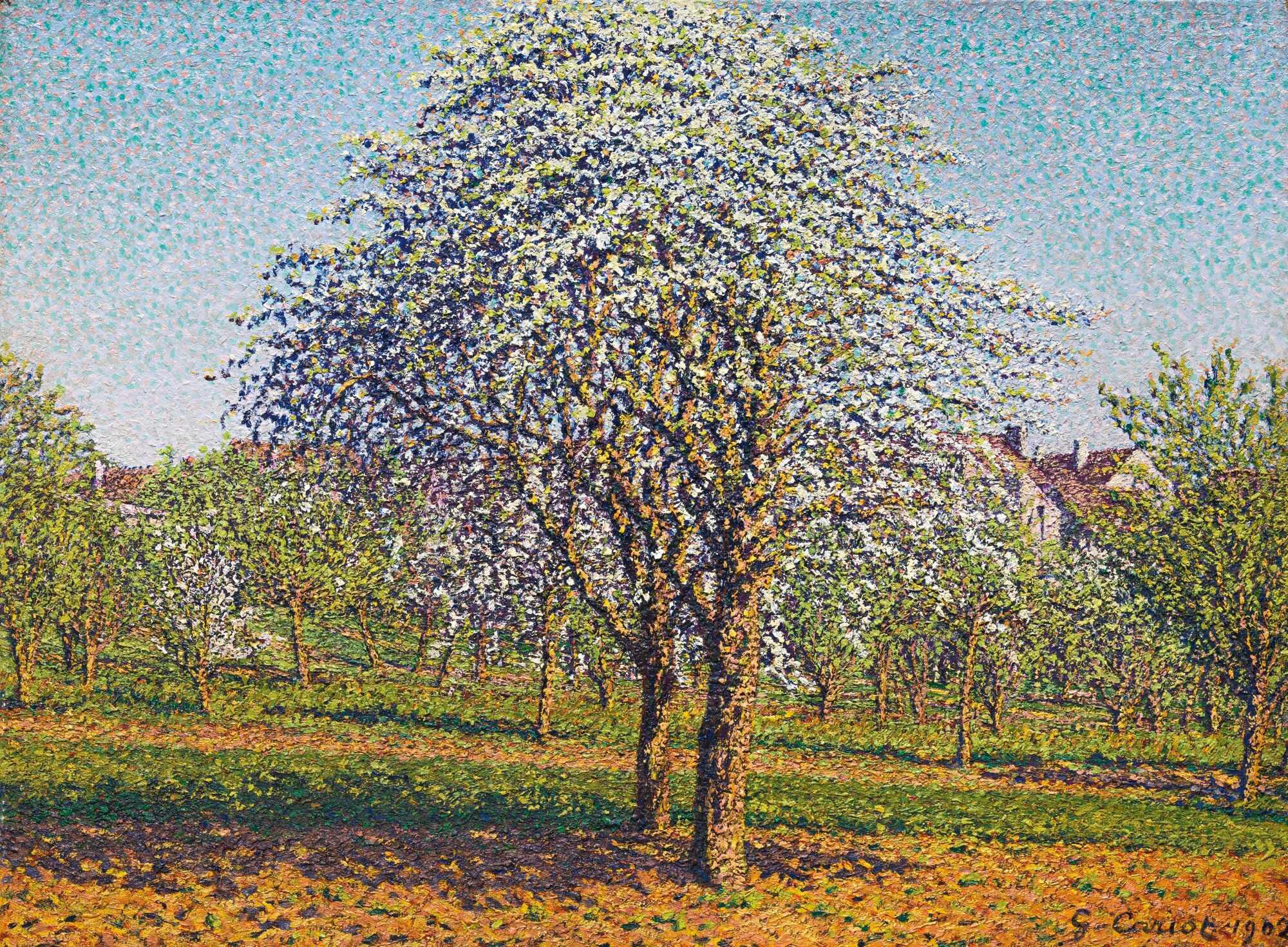
Floréal (1902), localisation inconnue.
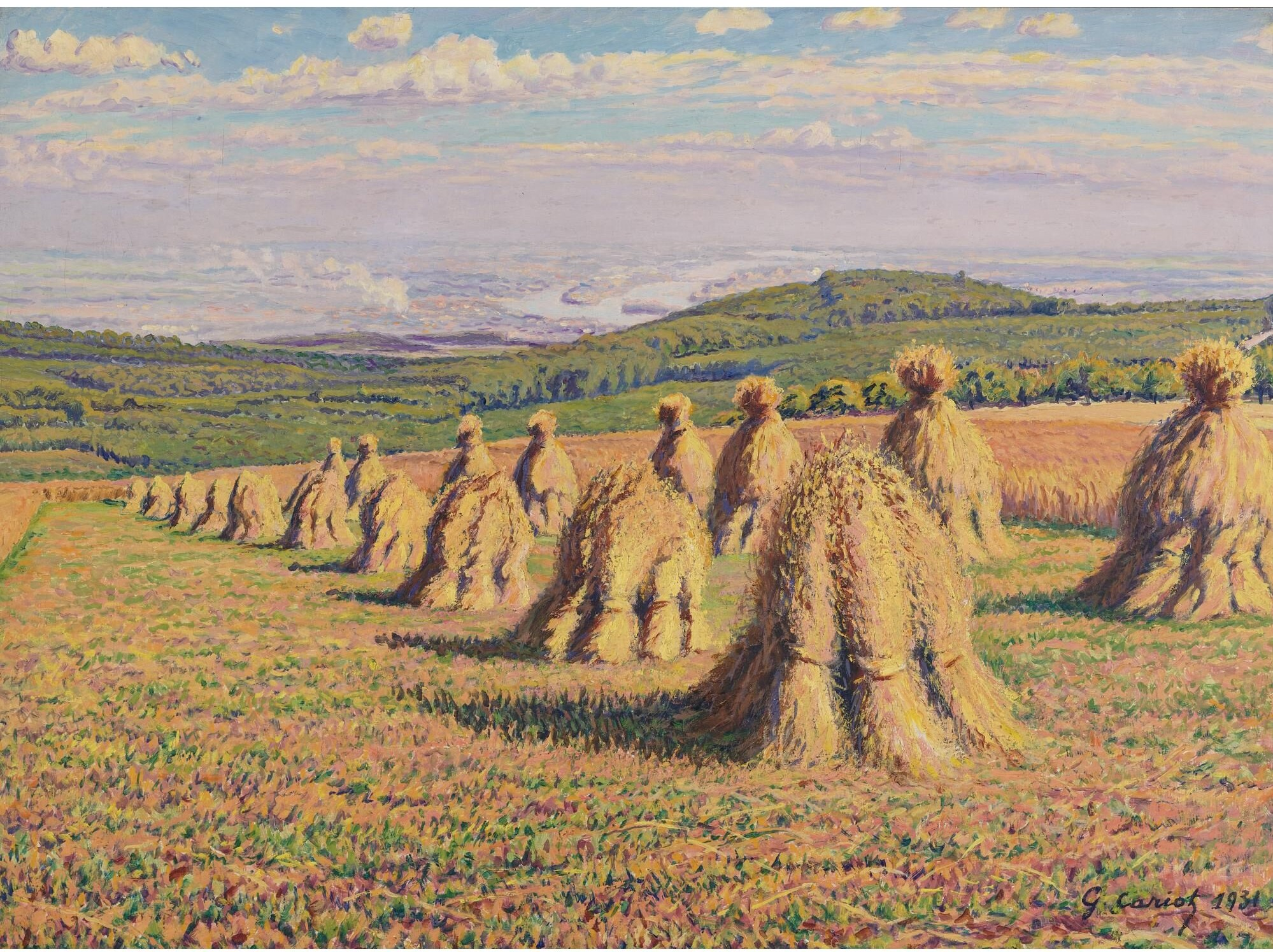
Les Meules (1931), localisation inconnue.
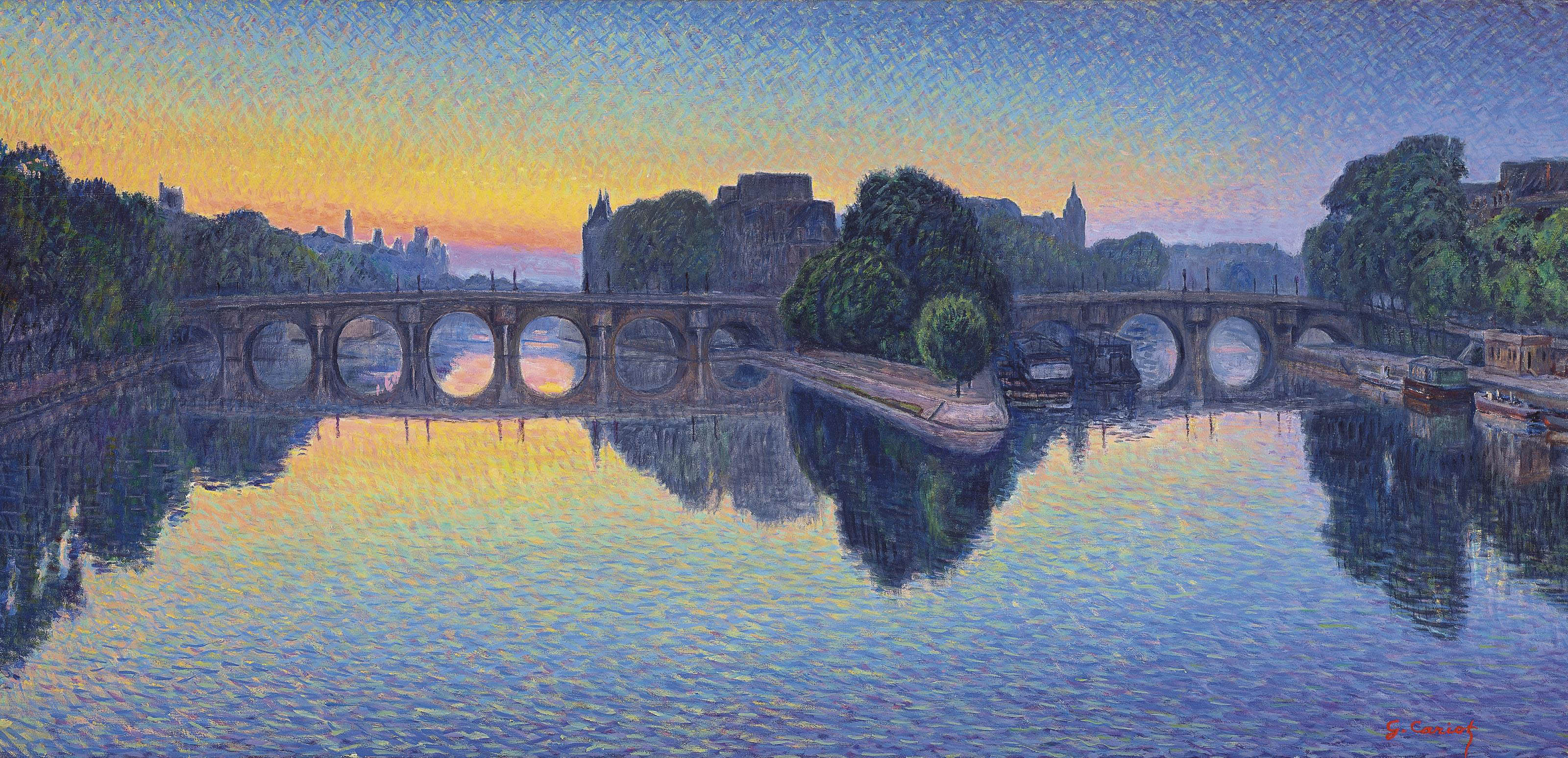
Pont Neuf, l'aurore, localisation inconnue.
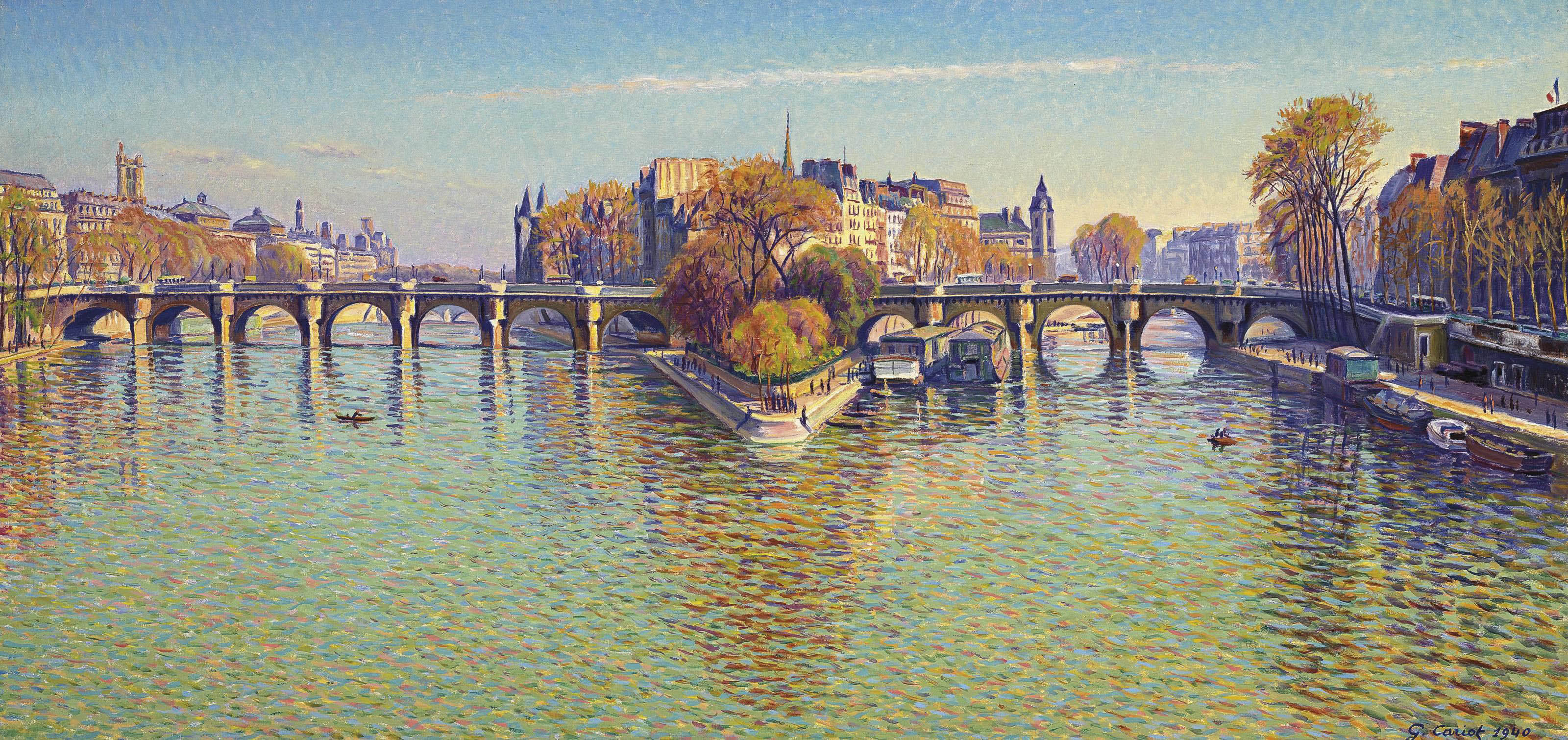
Le pont Neuf à Paris (1941), localisation inconnue.
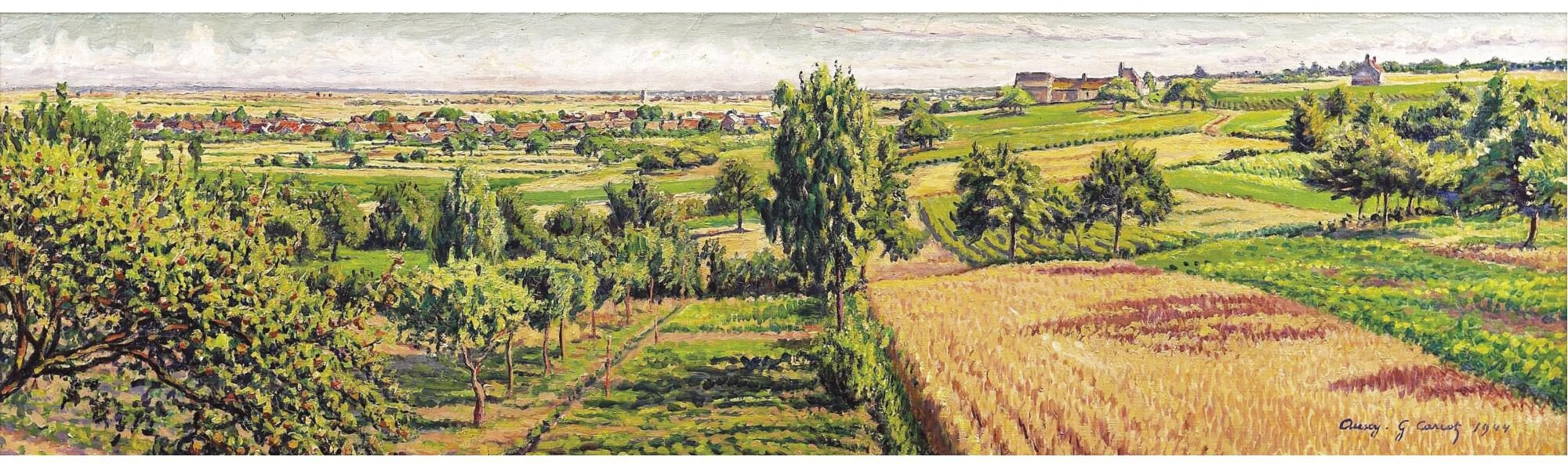
Auxy (1944), localisation inconnue.